# آرام تامازیان
آرام آرتسویی تامازیان (ارمنی: Արամ Արծվիի Թամազյան؛ ۳۰ ژوئن ۱۹۵۲) حقوقدان و سیاستمدار اهل ارمنستان بود که از تاریخ ۲۰۰۱ تا تاریخ ۲۰۰۴ سمت دادستان کل جمهوری ارمنستان را برعهده داشت.

## زندگی‌نامه
وی در ۱۹۵۲ در آشتاراک به دنیا آمد و از دانشکده حقوق دانشگاه دولتی ایروان فارغ‌التحصیل گشت. وی برنده جوایزی همچون مدال مخیتار گش شد.